# Barreirinha (ort)
Barreirinha är en ort i delstaten Amazonas i norra Brasilien. Den är centralort i en kommun med samma namn, och folkmängden uppgick till cirka 9 000 invånare vid folkräkningen 2010. Orten har en flygplats som är belägen i nordöstra utkanten.